# 锡尔堡
锡尔堡（英語：Fort Sill）是一个美國陸军基地，位于美国奧克拉荷馬州劳顿附近。该基地由菲利普·谢里登始建于1869年1月8日，当时正值北美印第安战争。